# The Neighbors' Kids
The Neighbors' Kids è un cortometraggio muto del 1909 diretto da Gilbert M. 'Broncho Billy' Anderson e interpretato da Ben Turpin.

## Produzione
Il film fu prodotto dalla Essanay Film Manufacturing Company.

## Distribuzione
Distribuito dalla Essanay Film Manufacturing Company, il film - un cortometraggio della lunghezza di 180 metri - uscì nelle sale cinematografiche USA il 6 gennaio 1908. Nelle proiezioni, veniva programmato con il sistema dello split reel, accorpato in un'unica bobina con un altro cortometraggio prodotto dalla Essanay e diretto da Anderson, la commedia The Haunted Lounge.
Copia della pellicola è conservata negli archivi della Library of Congress.